# Der letzte Mann (1924)
Der letzte Mann ist ein deutscher Stummfilm von Friedrich Wilhelm Murnau. Die Premiere fand am 23. Dezember 1924 im Berliner Ufa-Palast am Zoo statt. Der Erfolg des Filmes brachte Murnau und mehreren der am Film Beteiligten internationale Anerkennung ein. Berühmt ist der Film auch für seinen Einsatz der Entfesselten Kamera sowie den fast vollständigen Verzicht auf Zwischentitel.

## Handlung
Ein alternder Hotelportier verrichtet seinen Dienst an der Tür des „Hotel Atlantic“ in Berlin. In seiner prächtigen Uniform, mit stattlichem Schnurrbart und jovialem Lächeln begrüßt er dort die Gäste. Als er eines Tages beim Abladen eines schweren Koffers einen Schwächeanfall erleidet, wird er vom Hoteldirektor mit Verweis auf sein hohes Alter in die Herrentoilette versetzt. Ein Jüngerer nimmt seinen Platz ein. Der Portier verkraftet diese Demütigung nicht. Des Nachts entwendet er seine alte Uniform und führt nun ein Doppelleben: Tagsüber verrichtet er traurig seinen Dienst in der Hoteltoilette. Nach Feierabend zieht er sich heimlich die Uniform an, um seiner Familie und seinen Nachbarn vorzuspielen, es sei alles wie früher. Doch der Schwindel fliegt bald auf und Familie und Nachbarn wenden sich von ihm ab. Die Welt des Portiers bricht endgültig zusammen, nur der Nachtwächter des Hotels schaut noch nach ihm.
Die Geschichte erhält am Ende – nach einem Zwischentitel, in dem der „Autor“ sich halbironisch von Happy Ends distanziert – eine positive Wendung, als ein Hotelgast auf der Herrentoilette sterbend dem einstigen Portier sein gesamtes Vermögen vermacht. Der einst Gedemütigte kann nun als souveräner, gut gelaunter und großzügiger Gast im „Atlantic“ einkehren und den Nachtwächter zu einem Festmahl einladen, worüber sich die restlichen Hotelgäste, die die Geschichte in der Zeitung gelesen haben, köstlich amüsieren.

## Interpretation

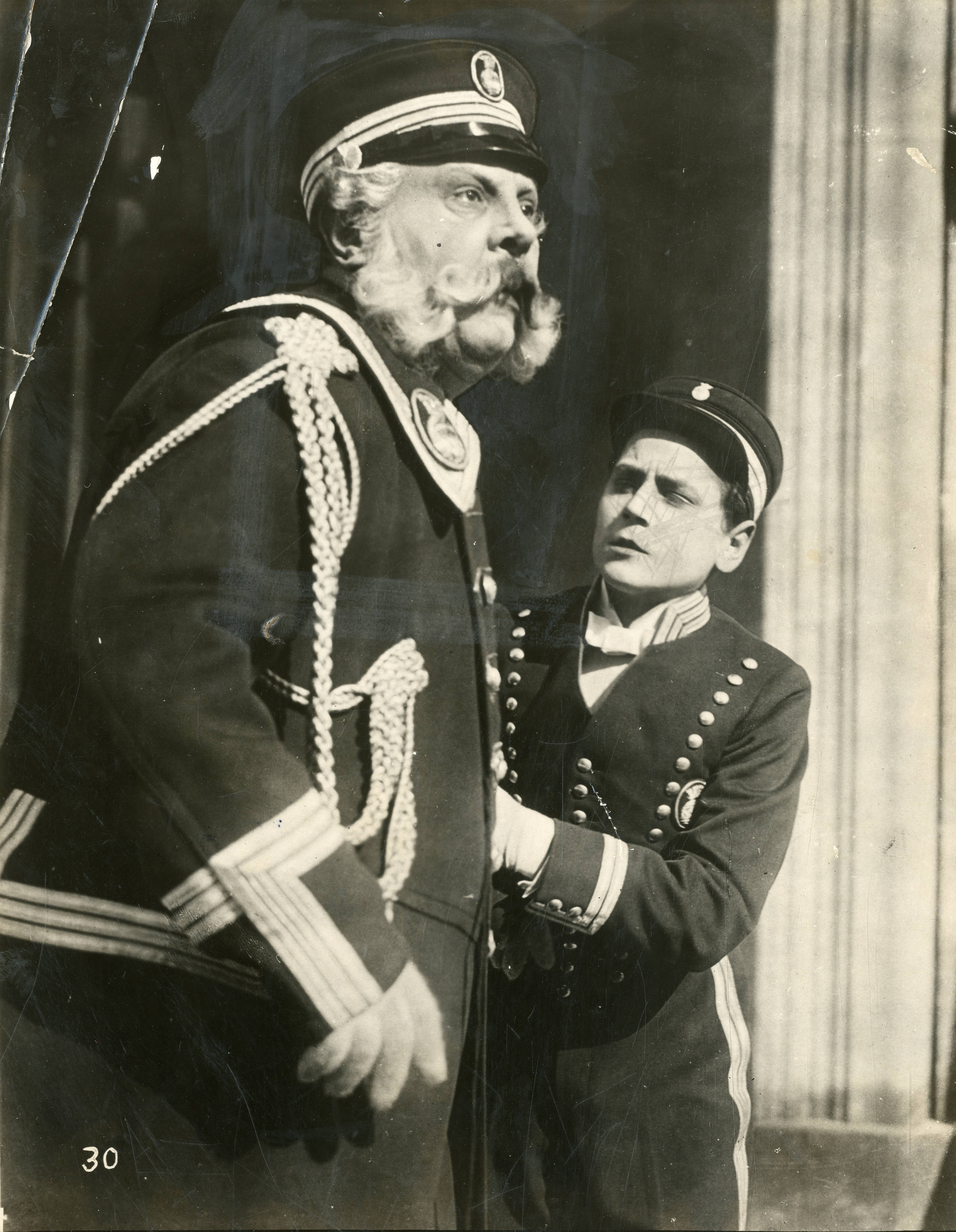
Rollenbild Emil Jannings

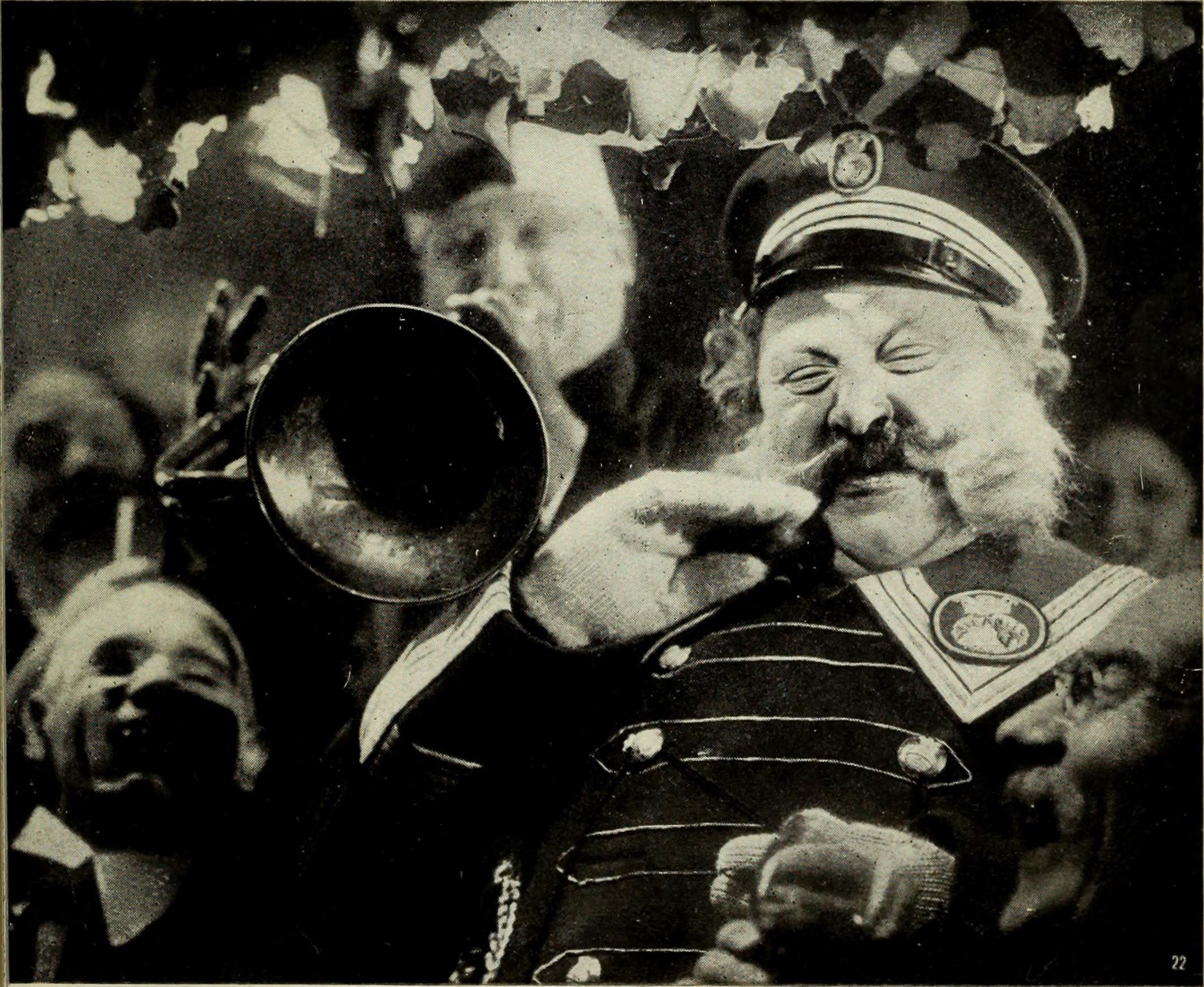
Rollenbild Emil Jannings

Mit diesem Film liefert Murnau eine Parabel über die Wechselhaftigkeit des Lebens nach dem Muster des mittelalterlichen Glücksrads: „Heute bist Du der Erste, geachtet von Allen, ein Minister, ein General, vielleicht sogar ein Fürst – Weißt Du, was Du morgen bist?!“, heißt es im Vorspann. Die besondere Stellung dieses Ersten wird in „Der letzte Mann“ zwar nicht durch eine militärische Uniform herausgestellt, sondern durch die Livree des Portiers eines Luxushotels. Sie gibt ihm jedoch ein ähnliches Selbstwertgefühl: Abends stolziert der Portier in seiner prächtigen Livree nach Hause ins Arbeiterviertel, wo er von allen bewundert wird.
Durch den Verlust der Livree (Uniform) wird der soziale Abstieg versinnbildlicht. Der alte Portier wird zum Toilettenwächter degradiert; verlacht von den Nachbarn und verstoßen von seinen Verwandten zieht er sich, zum „letzten Mann“ geworden, in den Keller zurück. Doch das Rad der Fortuna dreht sich weiter. Dank des von einem reichen Kunden hinterlassenen Vermögens wird der Toilettenmann ein umworbener Hotelgast. Dieses durch den einzigen Zwischentitel des ganzen Filmes eingeleitete Nachspiel darf nicht als aufgesetztes Happy End aufgefasst werden. Dieser Schluss führt vielmehr, allerdings mit umgekehrten Vorzeichen, die eingangs gestellte Frage fort: Wer heute der Letzte ist, kann morgen wieder der Erste sein.

## Kameraarbeit
„Der letzte Mann“ stellt in der Entwicklung der Filmtechnik und -kunst einen Meilenstein dar. Neben der Assimilation wesentlicher Elemente aus dem Expressionismus wie Traumsequenzen mit Überblendungen und Spezialeffekten wenden Regisseur Murnau und Kameramann Karl Freund in „Der letzte Mann“ darüber hinaus erstmals in ausgereifter Form an, was „entfesselte Kamera“ genannt wurde. Die Eingangsszene, als die Kamera im Aufzug durch verschiedene Stockwerke und anschließend durch die Lobby des Hotels bis zu dessen Drehtür fährt, könnte sogar als die erste Eröffnungs-Plansequenz der Filmgeschichte angesehen werden. Obwohl die bewegte Kamera bereits in früheren Stummfilmen eingesetzt worden war, spielte sie in „Der letzte Mann“ deshalb eine herausragende Rolle, weil sie den subjektiven Standpunkt des Portiers übernahm und dadurch seinen Gefühlen besonderen Ausdruck verlieh.

## Hintergründe und Besonderheiten
- Produktionsfirma war die UFA über ihr Tochterunternehmen Union-Film. Die Dreharbeiten fanden in den UFA-Ateliers in Neubabelsberg, dem heutigen Studio Babelsberg, statt.[6]

- Dies ist einer der wenigen abendfüllenden Stummfilme, die fast gänzlich ohne Zwischentitel auskommen. Die Produzenten des Films konnten auch nur schwer davon überzeugt werden, weil es bis dahin nur zwei bekannte Versuche gegeben hatte, die beide nicht erfolgreich waren (Scherben 1921 und Sylvester 1924, beide Regie Lupu Pick).[7]

- Das sonstige Fehlen von Zwischentiteln fällt insbesondere durch Emil Jannings’ hervorragende Spielkunst und die ebenfalls hervorragende Kameraarbeit erst dann auf, wenn der schon erwähnte einzige Zwischentitel erscheint. Murnau, Freund und Jannings wurden durch den Film, der als Höhepunkt des deutschen expressionistischen Stummfilms gilt, weltberühmt.[8]

- Der Plakatkünstler Theo Matejko erstellte für die Ehrengäste der Premiere des Films eine Mappe mit Lithografien.[9]

## Neuverfilmung und Rekonstruktion
- 1955 entstand unter der Regie von Harald Braun eine gleichnamige Neuverfilmung mit leicht modifizierter Handlung. Hauptrollen spielten in dieser Version Hans Albers, Camilla Spira, Joachim Fuchsberger und Romy Schneider.[10]

- Die vom prominenten Murnau-Kenner Luciano Berriatúa aus den ursprünglichen drei Fassungen besorgte Rekonstruktion von „Der letzte Mann“ wurde am 8. Februar 2003 im Rahmen der Murnau-Retrospektive bei der Berlinale uraufgeführt.[1] Die unvollständige Originalmusik von Giuseppe Becce wurde hierbei vom deutschen Komponisten Detlev Glanert ergänzt und instrumentiert.[11] Darüber hinaus existieren weitere Vertonungen von Peter Schirmann, Timothy Brock, Florian C. Reithner und Richard Siedhoff.[12]

## Kritiken
„Ein Hotelportier sinkt zum Toilettenmann herab, ein Schicksal, das er nicht verkraften kann. Seinen Leidensweg schildert der expressionistische Stummfilm […] in künstlerischer Regie mit meisterlichen Bildern und hervorragendem Spiel bis hin zu den Chargen.“

„In Murnaus herausragendem Stummfilmdrama gelingen der entfesselten Kamera zwingende Bildsequenzen, die nur sehr sparsamer Zwischentitel bedürfen, um die seelischen Vorgänge deutlich zu machen. Ein positives Ende [...] wurde Murnau aufgezwungen; er inszenierte es mit bewusst ironischer Übertreibung.“